# Керстін Лундгрен

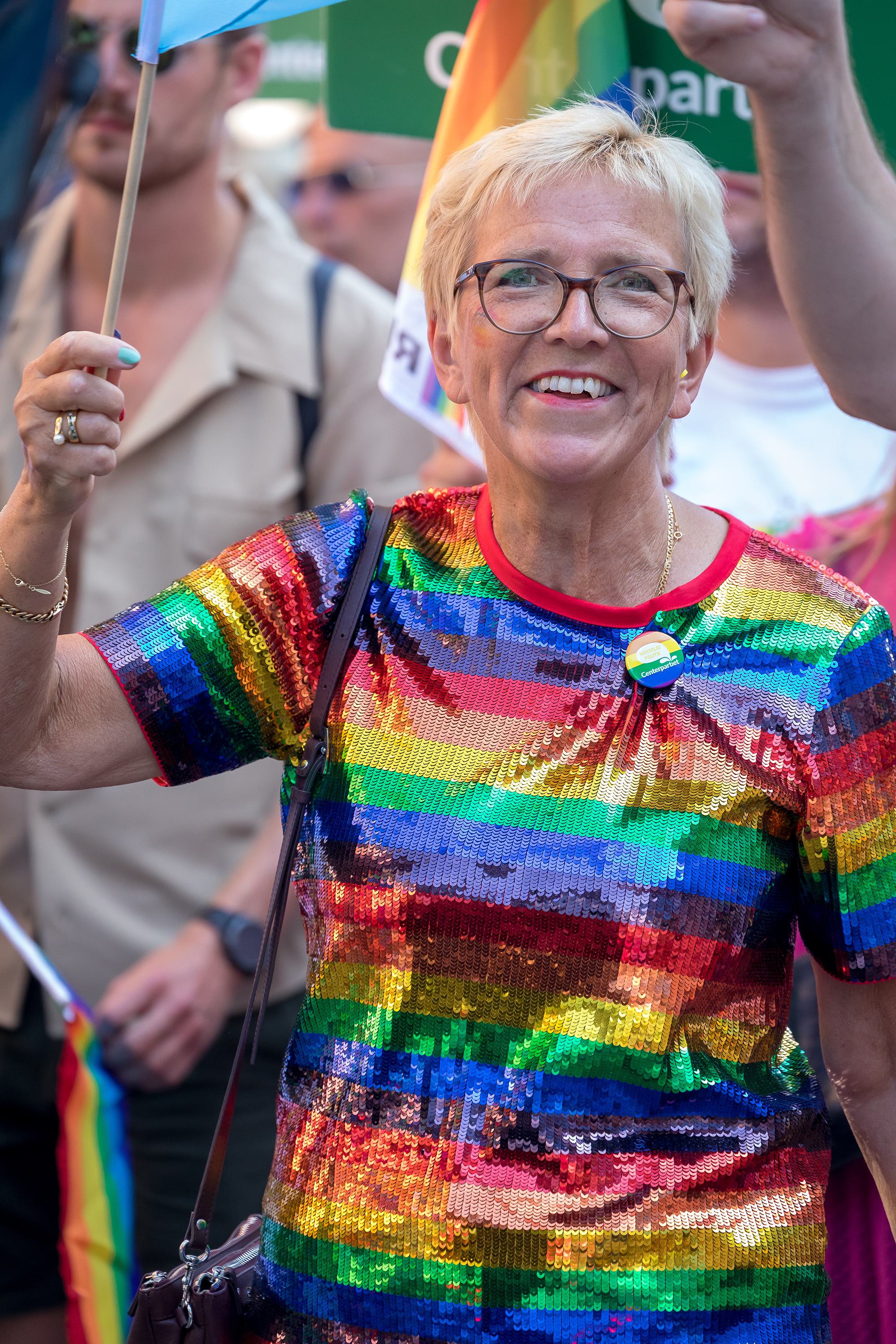
Керстін Лундгрен на Стокгольмському прайді 2019

Керстін Маргарета Лундгрен (народилася 14 січня 1955 року) — шведська політикиня з Партії Центру. Вона є членом Риксдагу з 2002 року, займаючи місце № 2 від виборчого округу округу Стокгольм. З моменту виборів спікера Риксдагу 24 вересня 2018 року Лундгрен була обрана третім заступником спікера і наразі є Третім заступником спікера Риксдагу. Вона також є членом Ради правління AWEPA.

## Політична кар'єра
У шведському парламенті Лундгрен працювала в Конституційному комітеті з 2002 по 2006 рік, а в Комітеті закордонних справ — з 2006 року. Вона також є членом військової делегації з 2018 року. Наразі вона є речницею Партії Центру з питань зовнішньої політики.
Окрім своєї роботи в парламенті, Лундгрен з 2007 року є членом шведської делегації в Парламентській асамблеї Ради Європи. Як член Центристської партії, вона входить до групи Альянс лібералів і демократів за Європу. Наразі вона є заступницею голови Підкомітету Асамблеї з питань Близького Сходу та арабського світу; членом Комітету з правових питань та прав людини; а також членом Комітету з питань виконання зобов'язань та доручень державами-членами Ради Європи (Моніторинговий комітет). Разом із Борисом Цілевичем з Латвії (2015—2017) та пізніше Тітусом Корлецяном з Румунії (з 2018 року) вона є співдоповідачкою Асамблеї з питань Грузії. До цього мандату вона була доповідачкою з питань впливу Лісабонського договору на Раду Європи.
У 2020 році Лундгрен приєднався до Міжпарламентського альянсу з питань Китаю.